# هری دی. بویوین
هری دولان بویوین (Harry Dolan Boivin)‏ (۷ فوریه ۱۹۰۴–۱۵ مارس ۱۹۹۹)، حقوقدان و سیاستمدار آمریکایی بود. وی چهار دوره از سال ۱۹۳۵ تا سال ۱۹۴۲عضو مجلس نمایندگان اورگن بود. همچنین از سال ۱۹۵۵ الی سال ۱۹۷۲ عضو مجلس سنای اورگن بود. در جریان اجلاس تقنینه سال ۱۹۳۷ سمت ریاست مجلس نمایندگان را به‌عهده داشت و در جریان اجلاسیه‌های سال‌های ۱۹۶۱ و ۱۹۶۵، رئیس مجلس سنای ایالت اورگن بود. بویوین به‌خاطر خبرگی و مهارت در رویه‌های پارلمانی و توانایی ایجاد ائتلاف در داخل مجلس قانون‌گذاری به «روباه» مشهور بود. تقریباً برای یک دهه در دهه‌های ۱۹۶۰ و ۱۹۷۰، بویوین و گروه کوچکی از دموکراتان محافظه‌کار محدوده روستایی به جمهوری‌خواهان پیوستند تا کنترل مجلس سنای ایالت را بدست گیرند.

## اوایل زندگی
بویوین پسر نیلی بویوین، در ۷ فوریه سال ۱۹۰۴ در شهر اشنلد ایالت اورگن بدنیا آمد. خانواده وی در سال ۱۹۰۶ به کلمته فالز ایالت اورگن نقل مکان نمود. بویوین مدرک کارشناسی خود را از دانشگاه سانتا کالرا بدست آورد و سپس به تحصیلات خود در رشتهٔ حقوق در این دانشگاه ادامه داد.
بویوین در سال ۱۹۲۳، در شرکت حقوقی کلمته فالز تحت رهبری کلود مک‌کالوک شریک شد. پس از انتصاب مک‌کالوک به دادگاه ناحیه‌ای ایالات متحده در دههٔ ۱۹۳۰، بویوین یک‌نفره به وکالت ادامه داد. بویوین در سال ۱۹۳۴ با وایوان مک‌کاولی ازدواج کرد. آن‌ها جمعاً دو فرزند داشتند.

## حرفهٔ سیاسی
بویوین که یک دموکرات بود در سال ۱۹۳۵ به نمایندگی از شهرستان کلمته فالز در مجلس نمایندگان ایالت اورگن انتخاب شد. در سال ۱۹۳۷ مجدداً در این مجلس انتخاب شد. در آن زمان ۳۳ ساله بود. زمانی‌که همتایانش در مجلس نمایندگان وی را رئیس مجلس انتخاب نمودند، وی جوان‌ترین رئیس مجلس در تاریخ اورگن بود. وی دو دورهٔ دیگر هم به‌عنوان نماینده ایالتی در مجلس خدمت کرد و تا سال ۱۹۴۲ کرسی خود را حفظ کرد.
بویوین در جریان جنگ دوم جهانی در اداره دادستانی ایالات متحده در شهر پورتلند ایالت اورگن کار کرد. پس از جنگ وکالت خود را در کلمته فالز از سر گرفت. بویوین پیشگام تفکر ایجاد مؤسسهٔ فناوری اورگن در کلمته فالز بود که در سال ۱۹۴۷ افتتاح شد.
بویوین در سال ۱۹۵۵ به مجلس سنای اورگن انتخاب شد. وی مدت ۱۸ سال بعدی را در مجلس سنا خدمت کرد و آخرین دورهٔ خود را در سال ۱۹۷۲ به پایان رساند. در جریان دوران تصدی در مجلس سنا، دو مرتبه در سال‌های ۱۹۶۱ و ۱۹۶۵ از طرف همکارانش رئیس مجلس سنا انتخاب شد.
در سال ۱۹۵۷، مجلس سنای ایالتی اورگن به صورت برابر با ۱۵ سناتور از هر حزب، بین جمهوری‌خواهان و دموکرات‌ها تقسیم شد. در نتیجه تالار برای ۱۱ روز نتوانست رئیس مجلس را انتخاب نماید. در ۲۸۸ رای‌گیری، ۱۵ سناتور دموکرات به رهبر خود، والتر جی. پیرسون، رای دادند. جمهوری‌خواهان نیز به‌عنوان یک بلوک رای دادند و ۱۵ رای خود را بین رهبر خود، وارن سی. گیل و سه دموکرات محافظه‌کار که جمهوری‌خواهان تمایل به پذیرش آن‌ها به‌عنوان رئیس مجلس داشتند، رد و بدل کردند. بویوین یکی از سه دموکرات مورد علاقهٔ جمهوری‌خواهان بود اما وی همراه با همکاران حزبی خود رای داد. با این وجود، در رای‌گیری دویست و هشتاد و نهم، بویوین صف خود را از دموکرات‌های همکار خود جدا کرد و به‌جای پیرسون، به بوید آر. اورهولس رای داد. تمامی مجلس سنا، اعم از جمهوری‌خواهان و دموکرات‌ها از رهبری بویوین پیروی کردند. در نتیجه اورهولس به اتفاق آرا رئیس مجلس سنا انتخاب شد و نخستین دموکراتی بود که در ۷۹ سال این سمت را به‌عهده گرفت. اورهولس یک دموکرات میانه‌رو از اورگن شرقی بود اما هیچ‌کس او را رئیس نمی‌دانست، زیرا وی به تازگی به‌عنوان رئیس مجلس انتخاب شد و صرف ۱۱ روز در مجلس سنا خدمت کرد.
در مدت تقریباً یک دهه در دهه‌های ۱۹۶۰ و ۱۹۷۰، بویوین و گروه کوچکی از دموکرات‌های محافظه‌کار به‌منظور کنترل مجلس سنا با اقلیت جمهوری‌خواه همراه شدند. در جریان این دوره، چندین دموکرات محافظه‌کار به همکاری سناتورهای جمهوری‌خواه، رئیس مجلس انتخاب شدند. سپس رئیس مجلس سنا، سایر اعضای گروه محافظه‌کار دموکرات را برای ریاست کمیته‌های کلیدی منصوب کرد و بقیه ریاست‌های کمیته را به جمهوری‌خواهان داد. این سازوکار سبب شد که بویوین نفوذ زیادی در مجلس سنا پیدا نماید.
بویوین در سال ۱۹۶۴ به انتقال مؤسسهٔ فناوری اورگن به ساختمان جدید مشرف به دریاچهٔ کلمته بالا کمک کرد. وی همچنین تام مک‌کال، فرماندار جمهوری‌خواه را به انتقال مقر فرماندهی گارد ملی هوایی اورگن از پورتلند به کلمته فالز، تشویق کرد. پس از این‌که نیروهای هوایی ایالات متحده تصمیم به بستن پایگاه هوایی ملی کینگزلی فیلد گرفت، بویوین با نیروهای مک‌کال و نمایندگان اورگن در کنگره ایالات متحده همراه شد تا مانع بستن این پایگاه شود.
بویوین در سال ۱۹۷۱ در تصویب اصلاحیهٔ بیست و ششم قانون اساسی که سن رای‌دهی ملی را به ۱۸ سال پائین آورد، نقش مهمی بازی کرد. این کار زمانی صورت گرفت که فرماندار مک‌کال بیرون از ایالت بود و جان دی. برنس، رئیس مجلس سنا، سرپرست فرماندار بود. زمانی‌که برنس سرپرست فرماندار بود، بویوین موقتاً ریاست مجلس سنا را به‌عهده داشت. بویوین و برنس هردو جمهوری‌خواه محافظه‌کار بودند که به‌منظور کنترل مجلس سنا با اقلیت جمهوری‌خواه متحده شده بودند. با این وجود در رابطه با اصلاحیهٔ بیست و ششم، برنس لایحهٔ تصویب شده کمیته را حفظ کرده بود در حالی‌که بویوین خواهان معرفی آن برای رای‌گیری در مجلس عمومی سنا بود. زمانی‌که برنس سرپرست فرمانداری شد، بویوین از سمت خود به‌عنوان رئیس جلسه استفاده کرد و دو عضو جدید را در کمیتهٔ بررسی اصلاحیه منصوب کرد. هردو عضو جدید از اصلاحیه حمایت کردند و به کمک آن‌ها قطعنامه در کمیته تصویب شد.
برنس پس از برگشت به مجلس سنا، اجازه رای دهی به این لایحه را نداد. این کار باعث شد که ۱۴ سناتور دموکرات از مجلس خارج شود و در نتیجه مجلس بدون نصاب ماند. برنس به پلیس ایالتی اورگن دستور داد که سناتورهای غایب را پیدا نموده و دوباره به عمارت کنگره بیاورد. در جریان سه روز آینده، مذاکرات از طریق تلفن منجر به توافقی شده که بر مبنای آن مجلس سنا اجازه داد تا اصلاحیه به رای‌گیری گذاشته شود. مجلس سنای ایالتی اورگن در ۱ ژوئیه سال ۱۹۷۱ این اصلاحیه را تصویب کرد و این کار تا حد زیادی به لطف مانور جابجایی کمیتهٔ بویوین انجام شد.
بر اثر انجام چنین مانور پارلمانی بود که بویوین لقب «روباه» را کسب کرد. پس از بازنشستگی بویوین از مجلس قانون‌گذرای، روزنامهٔ اورگن ژورنال گفت: «هری بویوین استاد معامله‌گری یا زد و بند است». این مقاله همچنین نوشته بود که بویوین به لقب خود می‌بالد، زیرا این لقب بیانگر توانایی وی در انجام کارها است.